# 茨城県立土浦工業高等学校
茨城県立土浦工業高等学校（いばらきけんりつつちうらこうぎょうこうとうがっこう）は、茨城県土浦市に所在する公立の工業高等学校。

## 設置学科
- 機械科
- 電気科
- 建築科
- 土木科
- 情報技術科

## 沿革
- 1959年4月1日 - 開校。

## 著名な出身者
- アントキの猪木（お笑いタレント）：建築科
- 大熊克哉（お笑いタレント）
- 大塚秀喜　（政治家・茨城県桜川市現市長）